# 安讯士
安讯士网络通讯公司（英語：Axis Communications）是一家总部位于瑞典，专业提供与实施网络视讯解决方案的IT公司。自2015年起，該公司成為佳能公司的子公司。